# Dittlingen

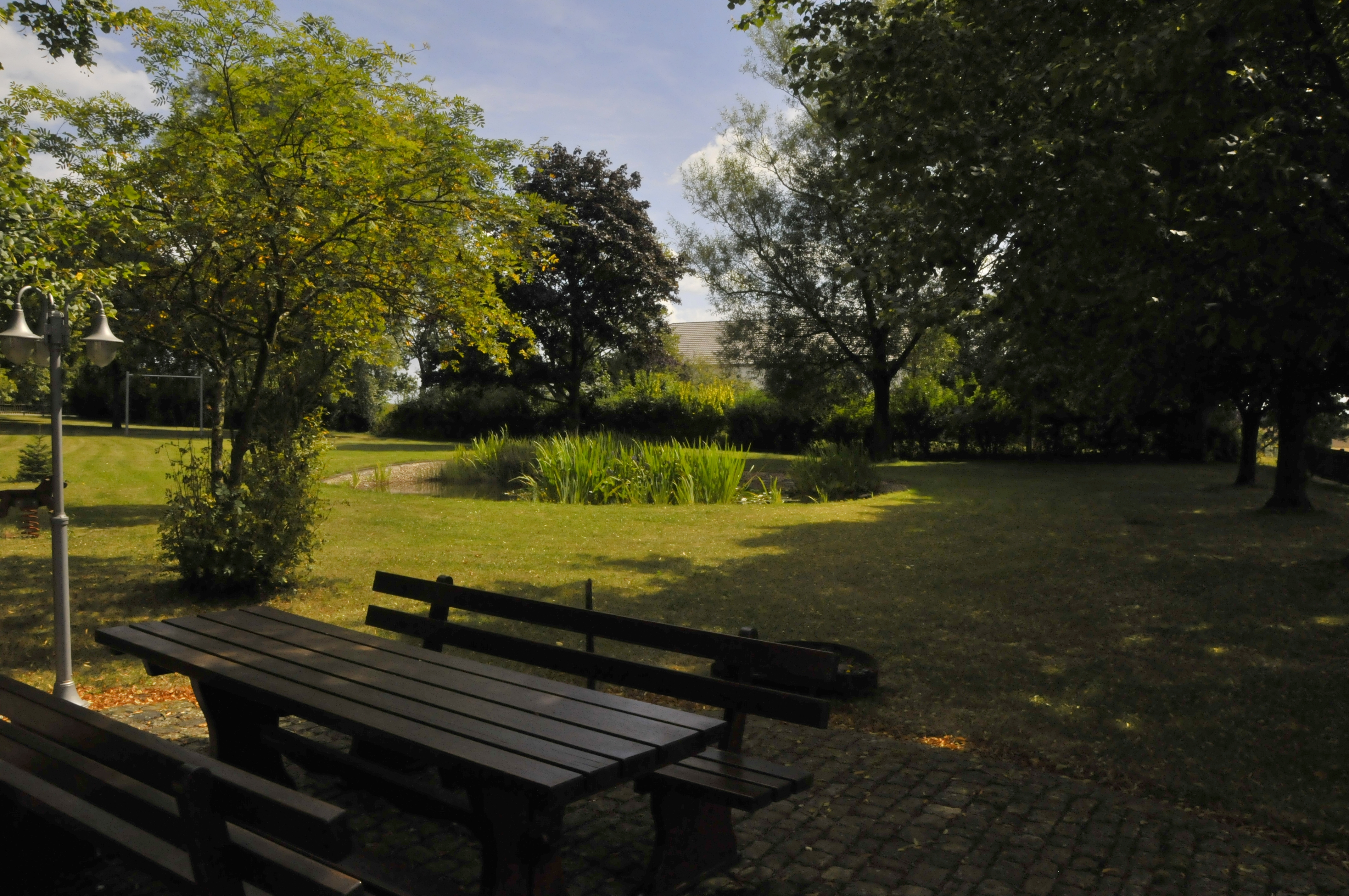
Am Dorfteich

Dittlingen ist ein Ortsteil der rheinland-pfälzischen Ortsgemeinde Merzkirchen im Landkreis Trier-Saarburg.

## Geographie
Das als Straßendorf angelegte Dittlingen liegt auf einer nach Südwesten leicht abfallenden Anhöhe etwa ein Kilometer südwestlich von Merzkirchen. Die Ortschaft befindet sich am Osthang des Saargaues an der Grenze zum Saarland. Durch die Ortslage verläuft die L 132, von Merzkirchen kommend und zum Nachbarort Südlingen führend. Am südwestlichen Ortsende zweigt die K 117 nach Beuren (Ortsteil von Kirf) ab, von der wiederum nach etwa 300 m die K 118 nach Kirf abbiegt. Das Dorf verfügt über keine nennenswerten offenen Fließgewässer. Die umgebende hügelige Landschaft wird landwirtschaftlich genutzt und ist geprägt von Weideland, Ackerflächen und Streuobstwiesen, Wald bedeckt nur einen kleinen Teil der Gemarkungsfläche.
Die nächstliegenden Orte sind Merzkirchen im Nordosten, Kelsen (Ortsteil von Merzkirchen) im Osten, Meurich (Ortsteil von Kirf) im Südosten, Kirf im Süden, Beuren im Südwesten, Südlingen (Ortsteil von Merzkirchen) im Westen und Rommelfangen (Ortsteil von Merzkirchen) im Norden.

## Geschichte
Wenige römische Baureste lassen auf eine Besiedlung zur Römerzeit schließen. Dies liegt auch dadurch nahe, da in weniger als zwei Kilometer Entfernung die Römerstraße Trier–Metz vorbeiführte.
Die erste urkundliche Erwähnung des Ortes als Tuttlingen erfolgte im Jahre 1569. In einer Karte von 1817 des französischen Geographen Jean Joseph Tranchot wird der Ort mit seinem heutigen Namen angegeben. Daneben war im 19. Jahrhundert auch der Name Dittlingen gebräuchlich.
Im Dreißigjährigen Krieg war der Ort nahezu entvölkert. Die Grundherrschaft in Dittlingen gehörte ursprünglich verschiedenen Adligen, bis diese 1666 der Abtei St. Matthias in Trier geschenkt wurde. Auch der Deutschherrenorden in Trier besaß Ländereien in Dittlingen, was aus der Flurbezeichnung Deutschherrenacht (Acht = Acker) zu entnehmen ist.
Um 1750 zählte man im Dorf sechs Familien in sechs Häusern, deren Besitzung Lehnsgüter der genannten Abtei waren: Ein Zehntel der Ernten und des Viehs musste an das Kloster abgeführt werden. Dazu wurde eigens eine Scheune errichtet, die der noch heute vorhandenen Flurbezeichnung Hinter der Zehscheuer ihren Namen gab. Nach 1750 gab es die Möglichkeit, dass die Anwesen mit den Feldern käuflich erworben werden konnten. Die ältesten erhaltenen Häuser des Ortes stammen aus den Jahren 1830 bis 1834.
Der Ort gehörte landesherrlich bis zum Ende des 18. Jahrhunderts zum Herzogtum Luxemburg und war Teil des Quartiers Remich. Nach dem Jahr 1792 hatten französische Revolutionstruppen die Österreichischen Niederlande, zu denen das Herzogtum Luxemburg gehörte, besetzt und 1795 in das französische Staatsgebiet eingegliedert. Dittlingen gehörte zum Kanton Remich des Departments der Wälder. Infolge der sogenannten Befreiungskriege wurde die Region 1814 zunächst einer österreichisch-bayerischen Verwaltung unterstellt und vorläufig dem Kanton Konz im Departement der Saar zugeordnet. Dieser wurde anders als das übrige Gebiet des Linken Rheinufers auf dem Wiener Kongress (1815) zunächst Österreich zugeteilt. Im Zweiten Pariser Frieden trat Österreich mit Wirkung vom 1. Juli 1816 das Gebiet an das Königreich Preußen ab.
Unter der preußischen Verwaltung wurde die Gemeinde Dittlingen der Bürgermeisterei Nennig im Kreis Saarburg des Regierungsbezirks Trier in der Rheinprovinz zugeordnet.
Zu Beginn des Zweiten Weltkriegs am 1. September 1939 wurde der Ort erstmals evakuiert, da er in der „Roten Zone“ lag. Die Evakuierung dauerte bis zum 8. August 1940. Die sieben im Herbst 1944 an der Kapelle von Dittlingen bestatteten Gefallenen wurden 1948 wieder exhumiert, aufgrund ihrer Erkennungsmarken identifiziert und auf dem Ehrenfriedhof Kastel beigesetzt. Am Abend des 24. November 1944 mussten die Bewohner den Ort erneut verlassen.
Am 18. Juli 1946 wurde die damalige Gemeinde Dittlingen gemeinsam mit weiteren 80 Gemeinden der Landkreise Trier und Saarburg dem im Februar 1946 von der übrigen französischen Besatzungszone abgetrennten Saargebiet angegliedert, das zu der Zeit nicht mehr dem Alliierten Kontrollrat unterstand. Am 6. Juni 1947 wurde diese territoriale Ausgliederung bis auf 21 Gemeinden wieder zurückgenommen, damit kam Dittlingen an das 1946 neugebildete Land Rheinland-Pfalz.
Am 16. März 1974 wurde die bis dahin eigenständige Gemeinde Dittlingen zusammen mit fünf weiteren Gemeinden zur Ortsgemeinde Merzkirchen in Form einer Neubildung zusammengefasst.
Vor der Neubildung der Gemeinde hatte Dittlingen 111 Einwohner.

## Politik

### Ortsbezirk
Dittlingen ist gemäß Hauptsatzung einer von sieben Ortsbezirken der Ortsgemeinde Merzkirchen. Der Bezirk umfasst das Gebiet der ehemaligen Gemeinde. Auf die Bildung eines Ortsbeirats wurde verzichtet. Die Interessen des Ortsbezirks werden von einem Ortsvorsteher vertreten.
Guido Willkomm wurde am 11. September 2024 Ortsvorsteher von Dittlingen. Da bei der Direktwahl am 9. Juni 2024 kein Wahlvorschlag eingereicht wurde, oblag die Neuwahl des Ortsvorstehers gemäß rheinland-pfälzischer Gemeindeordnung dem Gemeinderat von Merzkirchen, der sich auf seiner konstituierenden Sitzung für Guido Willkomm entschied.
Sein Vorgänger war Franz-Josef Altenhofen (CDU).

### Wappen
| Wappen von Dittlingen | Blasonierung: „Im geteilten Schild oben in vierfach blau-weiß gestücktem Feld der Oberkörper eines nach rechts sehenden roten Löwen mit goldener Krone. Unten in Blau eine goldene Balkenwaage, auf deren rechter Schale ein offenes goldenes Buch, auf der linken Schale ein goldnes Schwert liegen.“                                                 |
| Wappen von Dittlingen | Wappenbegründung: Der obere Teil des Schildes zeigt das halbe Luxemburger Wappen, da der Ort früher zum Herzogtum Luxemburg gehörte. Waage mit Buch und Schwert deuten darauf hin, dass auf der Grenze vor der Kirche zu Merzkirchen die Bischöfe von Trier und die Herzöge von Lothringen ihre Gerichtstage in gemeinsamen Angelegenheiten abhielten. |

Das Wappen wurde 1950 eingeführt, es stammt von Ernst Steffny.

## Wirtschaft
Der Ort ist überwiegend landwirtschaftlich geprägt. Es gibt fünf Edelobstbrennereien sowie zwei Handwerksbetriebe.

## Sehenswürdigkeiten

### Kapelle St. Ignatius und St. Celsus

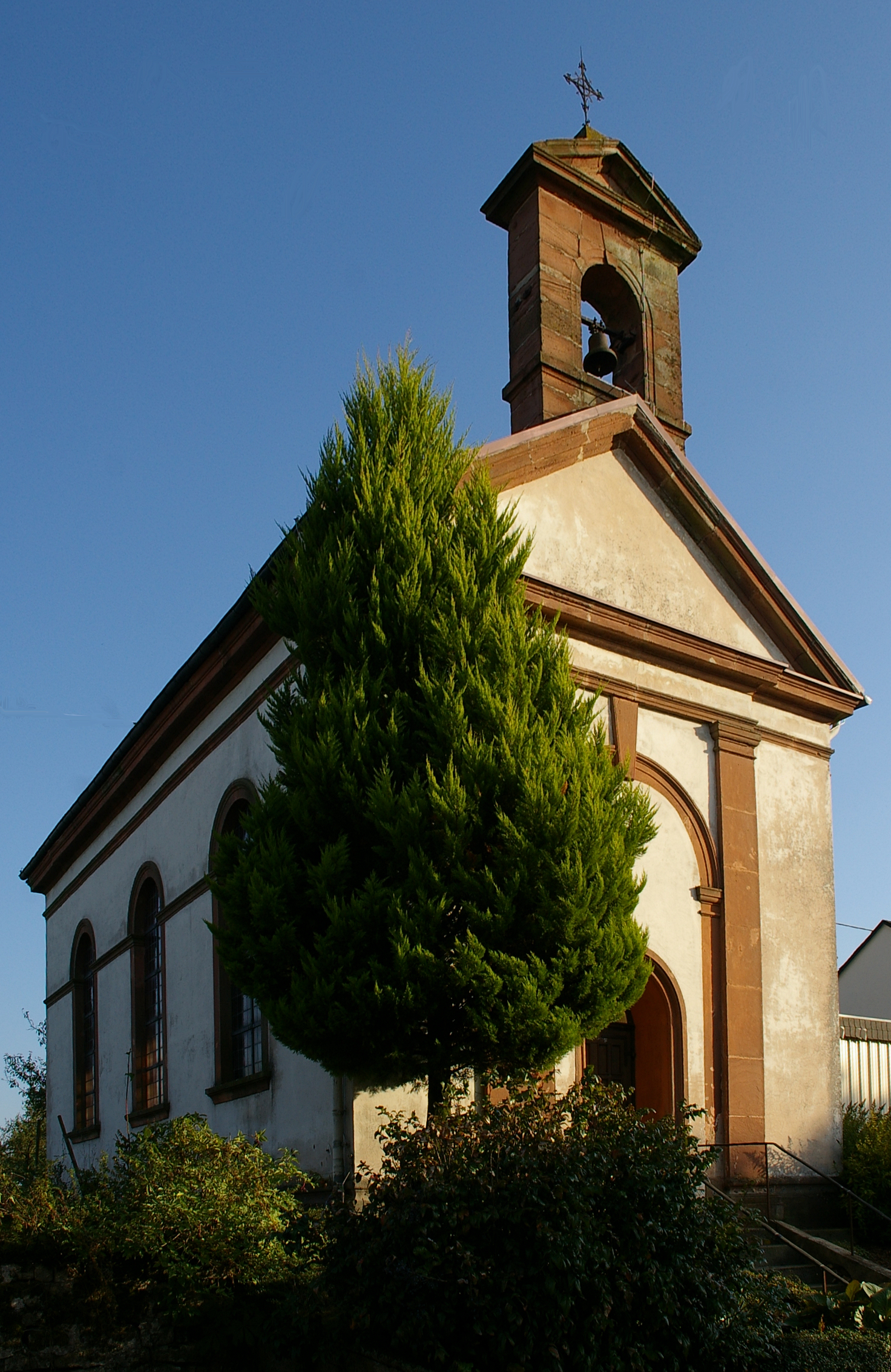
Katholische Kapelle St. Ignatius und St. Celsus

#### Geschichte
Eine Kapelle im Ort (⊙) wurde bereits in einem Bericht über eine Visitation vom 4. August 1569 erwähnt, die von Erzbischof Jakob III. von Eltz veranlasst worden war. Diese Kapelle hatte jedoch einen anderen Standort als die heutige. Diese ließ der damalige Pfarrer von Merzkirchen und Dechant von Perl, Hilarius Hoffmann (1704–1745) im Jahre 1735 bauen. Schon Anfang des 19. Jahrhunderts erwog man einen Neubau der Kapelle, nachdem sie vermutlich baufällig geworden war. 1820 wurde das Kirchenbuch geschlossen. 1830 wurde sie als zu klein, sehr feucht und ungepflegt geschildert, mit einer beschädigten Treppe. 1834 wurde die heutige Kapelle errichtet. 1864 wurde ein steinerner Altar erwähnt, der aus der Kirche von Merzkirchen stammte. In einem Visitationsbericht von 1945 wurde die Kapelle als schadhaft bezeichnet. Nach dem Krieg wurde die Kapelle fast völlig ausgeräumt, nur zwei Terrakotta-Figuren der Patrone Ignatius und Celsus von Trier und der Altar konnten gerettet werden. Nach umfassender Renovierung konnte 1963 wieder der erste Gottesdienst abgehalten werden.

#### Stil
Die Kirche ist in klassizistischem Stil errichtet. Ihre Außenmaße sind 7 × 12,75 m bei 6,50 m Traufhöhe und 9 m Höhe bis zum First. Die jeweils drei Rundbogenfenster auf den beiden Längsseiten und das Rundfenster in der geraden Chorwand erhellen das Innere. Ein umlaufendes profiliertes steinernes Traufgesims bildet an den Giebelseiten Dreiecke zum Dachfirst. Ein in Kämpferhöhe angebrachtes Gesims verbindet die drei Fenster auf jeder Längsseite. Das Rundbogenportal an der westlichen Giebelseite wird von einer Blendarkade umschrieben und von durchgehenden Pilastern flankiert. Über dem Portalgiebel sieht man einen 2,50 m hohen, freistehenden Dachreiter in Form eines Torbogens, in dem eine kleine Glocke hängt. Das Gebäude wurde von Karl Friedrich Schinkel mit innen flacher Holzdecke errichtet. Die vorerst letzte Renovierung erfuhr die Kapelle in den Jahren 1984/85. Im Sommer 2010 konnte der 2002 gegründete Kapellenverein berichten, dass der erste Teil einer Sanierung abgeschlossen sei: Der Vorplatz wurde neu gestaltet und die Treppe und Stützmauer erneuert. Im zweiten Schritt sollen Dach und Außenanstrich erneuert werden, der dritte Abschnitt soll die Innenrenovierung sein.

#### Glocke
Das Kirchenbuch enthält mehrere Einträge zur Glocke der Kapelle, der älteste ist von 1773: Ein Klockenseil wurde angeschafft. 1847 wurde die Glocke umgegossen, 1872 erneut. Aus der 41-Pfund-Glocke wurde eine neue mit 48 Pfund gegossen. 1889 war die Glocke offensichtlich gesprungen, denn für „Schmiedearbeiten und Transport der zersprungenen Glocke“ stellte der Pfarrer der Kapellenkasse von Südlingen den Betrag von 3,05 Mark in Rechnung, für die er in Vorlage getreten war.  Bis 1917 muss eine neue, 60 kg schwere Glocke angeschafft worden sein, denn das Kirchenbuch erwähnt, dass diese Glocke wegen einer Beschädigung am 25. Februar ein letztes Mal läutete. Zudem wurde sie im Rahmen von Metallsammlungen für Kriegszwecke eingeschmolzen. Im gleichen Jahr goss die Glockengießerei Mabilon in Saarburg eine 58 kg schwere neue Glocke mit 45 cm Durchmesser. Da das Kirchenbuch für das Jahr 1929 erneut eine Zahlung an Mabilon für eine neue Glocke ausweist, ist anzunehmen, dass hiermit erneut eine Glocke, möglicherweise nur der Neuguss der alten, vielleicht beschädigten Glocke bezahlt wurde; denn 1945 „war die 58 kg schwere Glocke noch erhalten“.

### Sonstige Sehenswürdigkeiten
- Haus Nr. 8: Quereinhaus; sandsteingegliederter Putzbau, von 1833[11]
- Wegekreuz Akerkreuz (⊙): Das Kreuz, am nördlichen Straßenrand der L 132 zwischen Merzkirchen und Dittlingen gelegen, wurde laut Inschrift 1873 errichtet. Die Stifterin Johanetta Scheuer lebte von 1820 bis 1890. Der Grund für die Errichtung des Kreuzes im Jahre 1873 ist nicht bekannt.[12]
- Wegekreuz Zeihenkreuz von Peter Mohr (⊙): Das Kreuz steht an der K 112 von Dittlingen nach Südlingen an einem Wiesenhang am südlichen Straßenrand gegenüber einer Feldwegeinmündung. Es wurde 1894 zu Ehren des ein Jahr zuvor gestorbenen Peter Mohr (* 15. Januar 1832; † 15. September 1893) aufgestellt. Peter Mohr und seine Geschwister Matthias, Nikolaus und Elisabeth stammten aus dem Zeihenhaus von 1833 in Dittlingen (Haus Nr. 8). Nach einer aufwendigen Restauration wurde das Kreuz am 16. Februar 2005 etwa 30 m von seinem Fundort wiederaufgestellt.

Auch von Bruder Matthias Mohr gibt es ein Wegekreuz von 1896, das sich derzeit in der Werkstatt eines Restaurators befindet. Matthias lebte vom 18. Februar 1829 bis zum 22. Februar 1896, zwei Jahre nach dem Tod seiner Frau Margarete Bollig. Das Kreuz wurde vermutlich von den nahen Verwandten Matthias’ in Auftrag gegeben und errichtet – immerhin war sein Bruder Nikolaus (* 10. August 1835; † 13. April 1860) Maurer und Wegekreuz-Steinmetz, was nahelegt, dass sich auch andere Familienmitglieder im Steinmetzhandwerk auskannten.